# Malcolm (Iowa)
Malcolm város az Amerikai Egyesült Államok Iowa államában, Poweshiek megyében. Lakosainak száma 270 fő (2020. április 1.).

## Népesség
A település népességének változása:

| 2010 | 287 |
| 2020 | 270 |